# 17103 Kadyrsizova
17103 Kadyrsizova este o planetă minoră (asteroid), cu un diametru de 4,893 km, din centura de asteroizi. A fost descoperită pe 10 mai 1999 la Experimental Test Site⁠(d) de Lincoln Near-Earth Asteroid Research. 
Obiectul prezintă o orbită caracterizată de o semiaxă mare de 2,8414914 UAi, o excentricitate de 0,08, o înclinație de 2,00194 ° în raport cu ecliptica.